# Kätköjärvi
Kätköjärvi är en sjö i Övertorneå kommun i Norrbotten och ingår i Sangisälvens huvudavrinningsområde. Sjön har en area på 0,873 kvadratkilometer och ligger 127 meter över havet. Sjön avvattnas av vattendraget Kätköbäcken.

## Delavrinningsområde
Kätköjärvi ingår i det delavrinningsområde (737209-183503) som SMHI kallar för Mynnar i Kiilisjärvi. Medelhöjden är 159 meter över havet och ytan är 14,71 kvadratkilometer. Det finns inga avrinningsområden uppströms utan avrinningsområdet är högsta punkten. Kätköbäcken som avvattnar avrinningsområdet har biflödesordning 2, vilket innebär att vattnet flödar genom totalt 2 vattendrag innan det når havet efter 58 kilometer. Avrinningsområdet består mestadels av skog (71 procent). Avrinningsområdet har 0,87 kvadratkilometer vattenytor vilket ger det en sjöprocent på 5,9 procent.